# Santiago Díaz
Santiago Nicolás Díaz Prado (Colonia del Sacramento, 31 agosto 2003) è un calciatore uruguaiano, attaccante del Rampla Juniors.

## Carriera
Díaz è cresciuto nel settore giovanile del Peñarol ed ha debuttato in prima squadra il 24 maggio 2023 nell'incontro di Coppa Sudamericana perso 3-1 contro i Millonarios. Nell'ottobre dello stesso anno ha firmato il suo primo contratto con i gialloneri ed il 25 novembre ha debuttato anche in campionato contro il Plaza Colonia.
Il 14 febbraio 2024 è stato ceduto in prestito per una stagione al River Plate (M), con cui ha disputato 9 partite senza mai segnare nella prima divisione uruguaiana. A fine anno viene ceduto a titolo definitivo al Rampla Juniors, club della seconda divisione uruguaiana.

## Statistiche

### Presenze e reti nei club
Statistiche aggiornate al 20 aprile 2024.
| Stagione        | Squadra         | Campionato      | Campionato | Campionato | Coppe nazionali | Coppe nazionali | Coppe nazionali | Coppe continentali | Coppe continentali | Coppe continentali | Altre coppe | Altre coppe | Altre coppe | Totale | Totale | Totale |
| Stagione        | Squadra         | Comp            | Pres       | Reti       | Comp            | Pres            | Reti            | Comp               | Pres               | Reti               | Comp        | Pres        | Reti        | Pres   | Reti   |        |
| --------------- | --------------- | --------------- | ---------- | ---------- | --------------- | --------------- | --------------- | ------------------ | ------------------ | ------------------ | ----------- | ----------- | ----------- | ------ | ------ | ------ |
| 2023            | Peñarol         | PD              | 4          | 0          | CU              | 1               | 0               | CS                 | 1                  | 0                  |             | -           | -           | 6      | 0      |        |
| 2024            | River Plate (M) | PD              | 9          | 0          | CU              | 1               | 0               |                    | -                  | -                  |             | -           | -           | 10     | 0      |        |
| Totale carriera | Totale carriera | Totale carriera | 13         | 0          |                 | 2               | 0               |                    | 1                  | 0                  |             | -           | -           | 16     | 0      |        |

## Palmarès

### Club

#### Competizioni giovanili
- Coppa Libertadores Under-20: 1

Peñarol: 2022

### Individuale
- Capocannoniere della Coppa Libertadores Under-20: 1

2023 (4 gol)